# Dolors Ubanell i Trayter
Dolors Ubanell i Trayter (Figueres, 23 de juny de 1900 – Figueres, 2 de febrer de 1982) fou una bibliotecària catalana que va exercir la professió a la Xarxa de Biblioteques de la Caixa de Pensions per a la Vellesa i d'Estavis de Catalunya i Balears, des de l'any 1930 fins a l'any 1965.

## Biografia
Dolors Ubanell, filla de l'industrial figuerenc Francesc Ubanell i Pujet i de la riumossenca Mercè Trayter i Iter, fou la primogènita de la família, darrere seu vingueren els seus germans Narcís, Genoveva, Jaume i Àngel. Estudià batxillerat a l'Institut Ramon Muntaner i tres cursos a l'Escola Municipal de Dibuix de Figueres, dirigida pel mestre Juan Núñez (Estepona 1877 – Barcelona 1963). En aquesta escola va compartir estudis, entre d'altres, amb Salvador Dalí i Adela Riera (Figueres 1900 -1959) bibliotecària de la cinquena promoció i que va exercir a la Biblioteca Popular de Figueres, creada l'any 1922 per la Mancomunitat de Catalunya. Destacar que alguns dels dibuixos de Dolors Ubanell van obtenir distincions honorífiques i premis en metàl·lic, segons recull la premsa empordanesa dels anys 1915, 1916 i 1917.
La infantesa i la joventut la passa a la casa que els seus pares tenien al carrer Nou de Figueres i, als 22 anys, contrau matrimoni amb Àngel Crumols i Torralles (Santoña 1898 – Figueres 1927), fill d'una coneguda família d'armers. El matrimoni va tenir dos fills, Mercè Crumols i Ubanell (Figueres 1924 - 2013), coneguda com a “Mª Teresa”, i Francesc Crumols i Ubanell (Figueres 1925-1976). Malauradament, l'any 1927, les seves expectatives familiars s'interrompen quan el seu marit, Àngel, agafa una greu malaltia que no pot superar i enviuda, quedant-se al càrrec dels dos fills de quatre i dos anys.
Aquesta inesperada i desventurada circumstància comporta una minva considerable dels recursos econòmics i és a les hores que, seguint els consells i l'ajuda de la família, l'any 1929 decideix preparar-se i presentar-se a la “Escuela Superior de la Mujer de Barcelona”, antiga Escola de Bibliotecàries, on és admesa per a cursar estudis de “Bibliotecarias, Archiveras y Funcionarias", en plena dictadura del general Primo de Rivera.
El 20 d'octubre de 1930, la “Caja de Pensiones para la Vejez y de Ahorros de Cataluña y Baleares” (la Caixa), tot i no haver conclós la carrera, la contracta com a bibliotecària titular i la destina a Eivissa per organitzar, posar en marxa i dirigir la primera biblioteca d'aquesta ciutat, ubicada en el núm. 1 del Passeig Vara del Rei. A la seva desaparició el fons documental es va integrar a la Biblioteca Municipal d'Eivissa. En aquest breu període eivissenc, Dolors Ubanell va realitzar amb èxit el curs d'Infermera Social, organitzat per l'"Instituto de la Mujer Trabajadora".

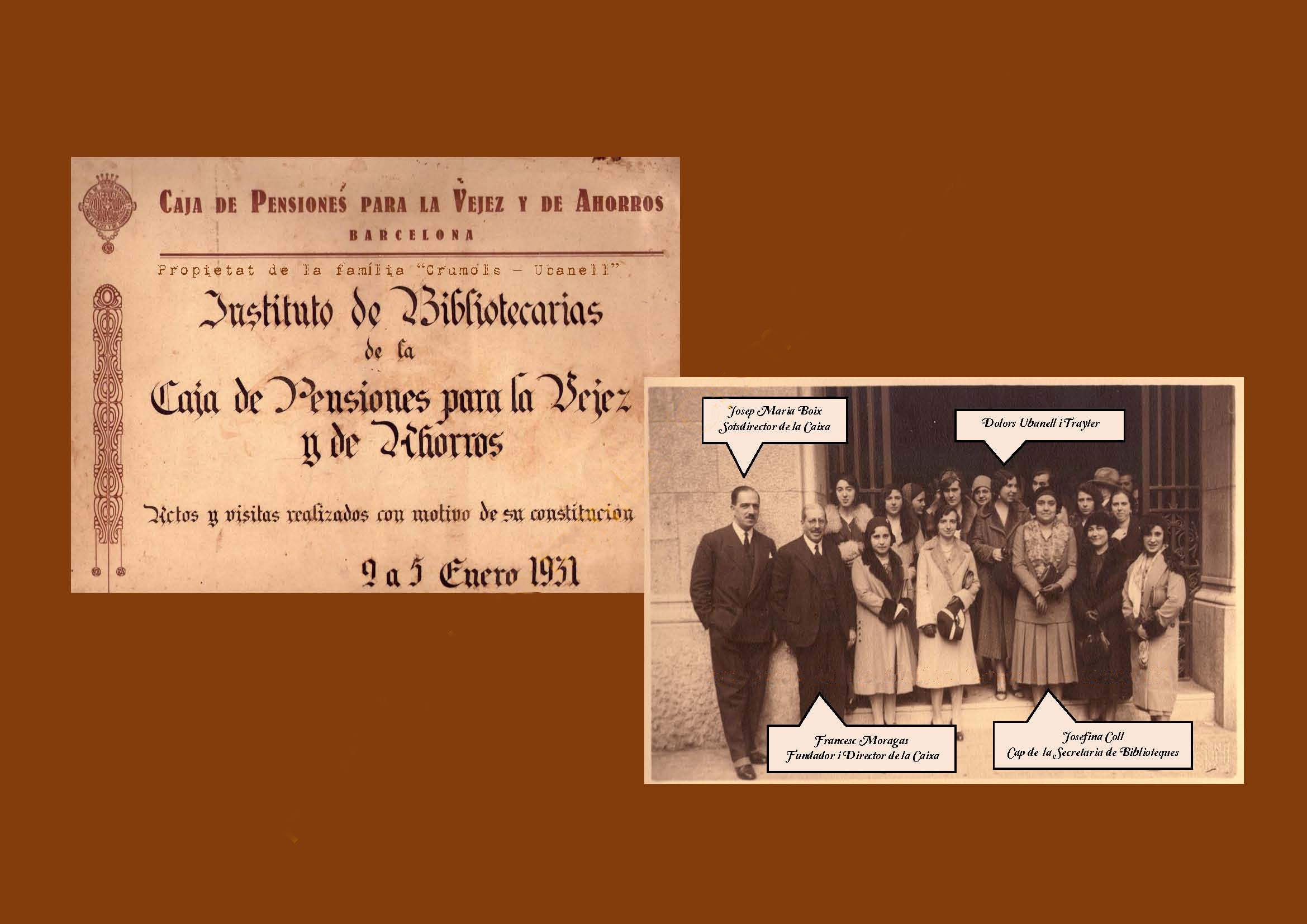
Institut Bibliotecàries de la Caixa

Durant la primera setmana de gener de l'any 1931, coincidint amb el període vacacional de reis, el Sr. Francesc Moragas (Barcelona 1868 -1935), fundador i director de la Caixa, i el Sr. Josep Maria Boix (Barcelona 1887-1973), sots director de la Caixa, van constituir l'Institut de Bibliotecàries de la Caixa, essent Dolors Ubanell una de les fundadores.
Vist l'èxit eivissenc i les felicitacions rebudes per la feina feta, la Caixa li encomana, de nou, organitzar, posar en marxa i dirigir una altra primera biblioteca, la Biblioteca de Torroella de Montgrí. Tot i que la inauguració estava prevista per al setembre de 1932, per diversos imprevists, no es va poder inaugurar fins al juny de 1934. Allà hi va passar tota la guerra civil i, també, un dur procés de depuració de personal que va concloure amb la readmissió definitiva a la seva feina de bibliotecària.
Finalment, l'any 1951, va poder tornar a casa, a Figueres, per realitzar el mateix que havia fet amb la Biblioteca de la Caixa d'Eivissa i amb la biblioteca de la Caixa de Torroella de Montgrí, organitzar-la, posar-la en marxa i administrar-la. La inauguració de la nova Biblioteca de la Caixa de Figueres va ser el dia 31 de maig de 1951 i la va dirigir fins al dia 6 de juny de 1965, data de la seva jubilació. Maria Rosa Ymbert (Figueres 1945 - 2005) la va substituir i en va ser la darrera bibliotecària fins al 1999, any en què va integrar-se, definitivament, a la Biblioteca Fages de Climent de Figueres.
Dolors Ubanell, coneguda com la Sra. Lola, va passar els seus darrers anys embolcallada pels seus records i vivint amb la seva filla, “Mª Teresa”, primer al Carrer Sant Antoni i després al Carrer Vilafant, on va rebre la darrera patacada emocional de la seva vida, la mort del seu fill Francesc, l'any 1976.
Dolors Ubanell, enamorada de la seva família i gran defensora de la seva professió, va transmetre aquesta estima a la seva neta Núria Crumols i Pey qui, seguint les seves passes, va estudiar, també, Biblioteconomia i Documentació a l'Escola de Bibliotecàries de Barcelona. Núria Crumols va treballar a la biblioteca del Cinema "Delmiro de Caralt” (1976 -1977) i a la biblioteca de la Facultat d'Econòmiques de la Universitat Autònoma de Barcelona (1976 -1978). L'any 1978 es va fer càrrec de la biblioteca de la Unitat Docent de l'Hospital de Sant Pau de Barcelona per acabar, finalment, de bibliotecària documentalista a la biblioteca de la Unitat Docent de l'Hospital del Mar de Barcelona (2000-2018), ambdues pertanyents a la Facultat de Medicina de la Universitat Autònoma de Barcelona.